# Nick Walters (Eishockeyspieler)
Nicholas „Nick“ Walters (* 11. April 1994 in St. Albert, Alberta) ist ein deutsch-kanadischer Eishockeyspieler.

## Karriere
Walters wuchs in St. Albert in der Nähe von Edmonton auf. Zwischen 2010 und 2015 spielte er für die Everett Silvertips, Brandon Wheat Kings und Lethbridge Hurricanes in der Western Hockey League (WHL), einer der drei höchsten kanadischen Juniorenligen. Im NHL Entry Draft 2012 wurde der Verteidiger in der vierten Runde an 116. Stelle von den St. Louis Blues aus der National Hockey League (NHL) gedraftet. Während der Saison 2012/13 absolvierte Walters vier Spiele für die Peoria Rivermen in der zweitklassigen American Hockey League (AHL). In der Saison 2015/16 war er für die University of Calgary in der Liga Canadian Interuniversity Sport aktiv, während er die folgende Saison 2016/17 bei den Rapid City Rush in der drittklassigen ECHL spielte.
Im Sommer 2017 wechselte Nick Walters nach Europa und schloss sich dem dänischen Verein Odense Bulldogs aus der Metal Ligaen an. Nach einem Jahr wechselte er zu den Kassel Huskies in die DEL2. Mit den Huskies wurde er in der Saison 2019/20 Vizemeister der Hauptrunde, die wegen der COVID-19-Pandemie während der Playoff-Runde abgebrochen werden musste. In den folgenden drei Spielzeiten war Walters für die DEL2-Klubs Lausitzer Füchse, Selber Wölfe und Eispiraten Crimmitschau aktiv. Im Sommer 2023 spielte er ein Jahr für die Saale Bulls Halle in der drittklassigen Oberliga Nord, bevor er ein Jahr später zum Ligarivalen Herforder EV wechselte.

## Erfolge und Auszeichnungen
- 2011 Bronzemedaille bei der World U-17 Hockey Challenge